# Kick
Kick és una plataforma australiana que permet la transmissió en directe, amb el suport dels cofundadors de Stake.com, Bijan Tehrani i Ed Craven. Va ser fundada el 2022 a Melbourne, per tal de competir amb Twitch. Destaca pel seu enfocament, amb una moderació més flexible i proporcionar als creadors de contingut una major part dels ingressos generats. A juny de 2023, l'emissió té una mitjana de 110.000 reproduccions en directe al dia.protagonista.